# Tavi Gevinson
Tavi Gevinson (nacida el 21 de abril de 1996) es una actriz, escritora y editora de revistas estadounidense. A los doce años, llamó la atención del público por su blog de moda Style Rookie. A los 15, había cambiado su enfoque a la cultura pop y la discusión feminista. Gevinson comenzó a actuar en 2013 y luego protagonizó la serie Gossip Girl de HBO Max (2021-2023).
Gevinson fue la fundadora y editora en jefe de la revista en línea Rookie, dirigida principalmente a las adolescentes.

## Primeros años
Gevinson nació en Chicago, Illinois, y se crio en la ciudad suburbana de Oak Park, Illinois. Su padre, Steve Gevinson, es profesor de secundaria de inglés. Su madre, Berit Engen, es tejedora e instructora de hebreo a tiempo parcial que creció en Oslo, Noruega. El padre de Gevinson nació en una familia judía ortodoxa; su madre, que se crio como luterana, se convirtió al judaísmo en 2001. Gevinson y sus dos hermanas mayores, Rivkah y Miriam, se criaron en la fe judía; tuvo una ceremonia de Bat Mitzvah. Gevinson se educó en Oak Park y River Forest High School en su ciudad natal Oak Park.

## Carrera

### 2008-2011: Style Rookie
Gevinson comenzó un blog de moda, Style Rookie, en 2008. El blog, que presenta fotos de la niña de 11 años con atuendos distintivos y sus comentarios sobre las últimas tendencias de la moda, comenzó a atraer a casi 30 000 lectores cada día. Su padre "no estaba muy interesado" en su nuevo pasatiempo hasta que ella le pidió permiso para ser entrevistada por The New York Times para un artículo sobre jóvenes blogueros.
Debido al éxito del blog, Gevinson fue invitado a asistir a la New York Fashion Week y a la Semana de la Moda de París. Hizo viajes al extranjero relacionados con la moda a Tokio y Amberes, financiados por la revista Pop, y recibió el encargo de escribir artículos para Harper's Bazaar y Barneys.com. Diseñó una sesión para la revista BlackBook, actuó como musa y modelo para la línea de ropa de Rodarte en las tiendas Target, y se asoció con Borders&Frontiers para diseñar y vender su propia camiseta. En 2010, habló en una conferencia de marketing en Nueva York y en Idea City, una versión canadiense de la conferencia TED.
Hubo una reacción violenta al éxito inicial de Gevinson en la industria de la moda. La revista New York cuestionó si era posible que Gevinson escribiera su blog sin "algo de ayuda de una madre o una hermana mayor". Sarah Mower de The Daily Telegraph, aunque reconoció que Gevinson tenía una "voz original y verdaderamente independiente", criticó a su padre por sacarla de la escuela "para ir a espectáculos de alta costura... Es difícil imaginar que un niño pueda volver a la realidad". Una editora de moda de Grazia se quejó en Twitter de que un gran lazo que llevaba Gevinson le había bloqueado la vista de una pasarela durante la semana de la moda. Anne Slowey de Elle sintió que su éxito fue "truculento" y comentó: "Ha tenido trece años durante los últimos cuatro años". Gevinson comentó más tarde: "Mucha gente en Internet tiene problemas con que a un joven le vaya bien. Sentí que había personas que estaban [en la semana de la moda] por su nombre, su dinero o su familia, y yo no tenía ninguna de esas cosas".

### 2011-presente: Rookie, papeles de actuación, etc.
A principios de 2011, Gevinson decidió dejar de escribir principalmente sobre moda: "Últimamente he estado buscando en otros lugares una salida creativa e inspiración... Ahora me intriga más mezclar la moda con otras cosas que he estado disfrutando". Su estilo personal también se volvió menos extravagante: "Antes, disfrazarme era mi salida, y ahora me dedico a otras cosas creativas que consumen mucho tiempo y energía, así que por la mañana generalmente quiero ponerme algo simple y cómodo." 
En el otoño de 2011, a la edad de 15 años, Gevinson fundó la revista Rookie. El sitio se concibió originalmente como una empresa conjunta con Jane Pratt, pero Gevinson finalmente decidió mantener la propiedad exclusiva. Ira Glass actuó como una figura mentora de Gevinson. El sitio web se centró en temas que afectan a las adolescentes y fue escrito principalmente por adolescentes. También contó con colaboradores invitados. Una edición impresa única de la revista, Rookie Yearbook One, fue publicada por Drawn &amp; Quarterly en 2012. En 2012, Gevinson habló en TEDx Teen, con un enfoque en la representación de las mujeres en la cultura popular, y en Wo The Economist's World en el Festival 2012. También es editora colaboradora de la revista Garage. En noviembre de 2018, Gevinson anunció que cerraría Rookie debido a que ya no era financieramente sostenible.
Gevinson actuó por primera vez en un cortometraje, First Bass, en 2008, pero se hizo más visible en 2012. Ese año, prestó su voz a un personaje en el cortometraje animado Cadavar, que fue dirigido por Jonah Ansell de First Bass y coprotagonizado por Kathy Bates y Christopher Lloyd. En la película, cantó interpretaciones de canciones de Neil Young y Pet Shop Boys. También en 2012, Gevinson filmó un papel en Enough Said de la directora Nicole Holofcener. Gevinson es entrevistada en pantalla en la película documental de 2013 The Punk Singer, hablando sobre el icono riot grrrl punk Kathleen Hanna. En 2014 y 2015 protagonizó This Is Our Youth en Chicago y en el Cort Theatre de Broadway. En 2015, hizo una aparición especial como Feather McCarthy en "Beware of Young Girls", el séptimo episodio de la serie de televisión estadounidense de comedia de terror Scream Queens. Interpretó a Mary Warren en la producción de Ivo van Hove del 2016 de Las brujas de Salem en el Teatro Walter Kerr. Más tarde ese año, interpretó a Anya en El jardín de los cerezos en el Teatro American Airlines.
En el programa de chat de MSNBC So Popular!, la presentadora Janet Mock apodó a Gevinson como la "Reina de los Millennials". Luego hizo una aparición especial en The Nightly Show con Larry Wilmore en un panel que criticaba la entrevista de Rolling Stone de Sean Penn con El Chapo.
En 2016, Gevinson grabó un dueto con el líder de Hunx and His Punx, Seth Bogart, cantando en "Barely 21" del álbum debut en solitario homónimo de Bogart.

## Filmografía

### Películas
| Año  | Título              | Papel        |
| ---- | ------------------- | ------------ |
| 2013 | Enough Said         | Chloe        |
| 2016 | Goldbricks in Bloom | Ex de Calvin |
| 2017 | Person to Person    | Wendy        |
| 2023 | Shortcomings        | Autumn       |

### Televisión
| Año       | Título            | Papel              | Notas                                            |
| --------- | ----------------- | ------------------ | ------------------------------------------------ |
| 2014      | Parenthood        | Lauren             | Episodio: "The Pontiac"                          |
| 2014      | Los Simpson       | Jenny              | Episodio: "What to Expect When Bart's Expecting" |
| 2015      | Scream Queens     | Feather McCarthy   | Episodio: "Beware of Young Girls"                |
| 2017      | Neo Yokio         | Helena St. Tessero | Protagonista; 6 episodes                         |
| 2020      | The Twilight Zone | Maggie             | Episodio: "The Human Face"                       |
| 2021–2023 | Gossip Girl       | Kate Keller        | Protagonista; 24 episodios                       |

### Teatro
| Año     | Título                                    | Papel                    | Avenida                             | Notas              |
| ------- | ----------------------------------------- | ------------------------ | ----------------------------------- | ------------------ |
| 2009    | Los miserables                            | Gavroche                 | Circle Theatre                      |                    |
| 2014-15 | This Is Our Youth                         | Jessica                  | Steppenwolf Theatre                 | Revival de Chicago |
| 2014-15 | This Is Our Youth                         | Jessica                  | Cort Theatre                        | Broadway           |
| 2016    | Las brujas de Salem                       | Mary Warren              | Walter Kerr Theatre                 | Broadway           |
| 2016    | El jardín de los cerezos                  | Anya                     | Teatro American Airlines            | Broadway           |
| 2017-19 | MOSCOW MOSCOW MOSCOW MOSCOW MOSCOW MOSCOW | Irina                    | Williamstown Theatre Festival: 2017 |                    |
| 2017-19 | MOSCOW MOSCOW MOSCOW MOSCOW MOSCOW MOSCOW | Irina                    | MCC Theater: 2019                   | Off-Broadway       |
| 2018    | The Member of the Wedding                 | Frankie Addams           | Williamstown Theatre Festival       |                    |
| 2018    | Days of Rage                              | Peggy                    | Second Stage Theater                | Off-Broadway       |
| 2020    | Assassins                                 | Lynette "Squeaky" Fromme | Classic Stage Company               | Off-Broadway       |

## Política
Durante la campaña presidencial de EE. UU. de 2012, Gevinson apoyó a Barack Obama, y apareció en un anuncio de servicio público a favor de los derechos de las mujeres, pronunciando las palabras "You Don't Own Me" de Lesley Gore. Organizó una colecta de tarjetas de recuperación para Malala Yousafzai, la niña pakistaní de catorce años cuya campaña por los derechos educativos la llevó a recibir un disparo en octubre de 2012.